# Bernoulli (månkrater)
För andra betydelser, se Bernoulli (olika betydelser).
Bernoulli är en nedslagskrater på månen. Bernoulli har fått sitt namn efter matematikerna Jakob och Johann Bernoulli.
Kratern har en diameter på ungefär 47 km.

## Satellitkratrar
| Bernoulli | Latitud | Longitud | Diameter |
| --------- | ------- | -------- | -------- |
| A         | 36.4° N | 60.9° Ö  | 22 km    |
| B         | 36.9° N | 65.6° Ö  | 22 km    |
| C         | 35.3° N | 67.2° Ö  | 19 km    |
| D         | 35.7° N | 66.5° Ö  | 12 km    |
| E         | 35.3° N | 63.0° Ö  | 26 km    |
| K         | 36.7° N | 62.7° Ö  | 20 km    |